# Ланаи-Сити
Ланаи-Сити (англ. Lanai City) — статистически обособленная местность, расположенная на острове Ланаи, округ Мауи, штат Гавайи, США.

## История
В начале 1920-х годов Джеймс Доул создал самую большую в мире на тот момент ананасовую плантацию. Когда было решено увеличить количество рабочих, Доул построил город Ланаи-Сити. В городе был свой полицейский участок, тюрьма, банк, больница.

## Население
Население города составляет 3102 человека по данным переписи 2010 года.
Расовый состав населенного пункта состоит из: 13,24 % белых, 0,13 % афроамериканцев, 0,38 % коренных американцев, 58,09 % азиатов, 7,02 % тихоокеанских островов, 0,32 % из других рас,.
Население по возрасту распространено следующим образом: 28,0 % в возрасте до 18 лет, 7,9 % от 18 до 24 лет, 28,3 % от 25 до 44 лет, 21,4 % от 45 до 64 лет и 14,4 %, кто было 65 лет или старше. Средний возраст жителей составляет 35 лет.

## Климат
В городе тропический климат с сухим летом и дождливой зимой. Максимальная температура поднимается до 33 градусов, минимальная 8 градусов.
| Показатель                    | Янв.  | Фев.  | Март | Апр. | Май  | Июнь | Июль | Авг. | Сен. | Окт. | Нояб. | Дек.  | Год   |
| ----------------------------- | ----- | ----- | ---- | ---- | ---- | ---- | ---- | ---- | ---- | ---- | ----- | ----- | ----- |
| Абсолютный максимум, °C       | 28    | 28    | 30   | 31   | 30   | 30   | 30   | 31   | 32   | 33   | 29    | 29    | 33    |
| Средний суточный максимум, °C | 22,2  | 22,7  | 22,7 | 23,2 | 23,7 | 24,6 | 24,9 | 25,6 | 25,8 | 25,2 | 24,3  | 23,1  | 24    |
| Средняя температура, °C       | 18,8  | 18,9  | 19,2 | 19,7 | 20,2 | 21,2 | 21,7 | 22,3 | 22,3 | 21,8 | 20,9  | 19,7  | 20,5  |
| Средний суточный минимум, °C  | 15,4  | 15,1  | 15,7 | 16,3 | 16,7 | 17,9 | 18,5 | 18,9 | 18,8 | 18,3 | 17,6  | 16,3  | 17,1  |
| Абсолютный минимум, °C        | 9     | 8     | 9    | 9    | 11   | 9    | 9    | 9    | 8    | 9    | 11    | 8     | 8     |
| Норма осадков, мм             | 128,3 | 103,1 | 72,2 | 66   | 55,1 | 40,9 | 42,2 | 35,6 | 53,1 | 63,8 | 79,8  | 111,5 | 852,4 |
| Источник: WEATHER LANAI CITY  |       |       |      |      |      |      |      |      |      |      |       |       |       |

## Инфраструктура
В городе есть больница, полицейский участок, библиотека, театр, магазины и 2 больших курорта.

## Транспорт
В 6 километрах к юго-западу от центра города расположен Аэропорт Ланаи, который ведет регулярную работу с 1930 года. Он имеет одну взлетно-посадочную полосу и в среднем обслуживает 18 запланированных полётов. Это единственный аэропорт на острове Ланаи.